# 長井功一
長井 功一（ながい こういち、1984年5月14日 - ）は、日本のプロ野球審判員。審判員袖番号は2。栃木県出身。

## 経歴
栃木県立宇都宮商業高等学校、日本大学卒業。
2007年は独立リーグ・BCリーグの審判員として活動。2009年1月1日にパシフィック・リーグ審判員となる。同期入局の芦原英智とともに、BCリーグ経験者初のNPB審判員採用者となった。
2013年9月10日のヤクルト対広島第20回戦（明治神宮野球場）で三塁塁審として一軍初出場。
2020年10月18日のDeNA対巨人第20回戦（横浜スタジアム）の2回無死一・二塁の場面にて、巨人の大城卓三が放った二塁への小フライを二塁手のネフタリ・ソトがグラブに当てて落球。それをソトが拾い上げて二塁にトスしてアウトにした一連のプレーを、二塁塁審を務めていた長井は故意落球と判定し、打者走者のアウト、一死一・二塁で試合を再開させた。この判定が評価され、同シーズンのファインジャッジ賞を受賞した。
2021年7月16日のマイナビオールスターで右翼の外審を務め、第二戦では球審も務めた。これは初のオールスターゲーム出場となった。
2022年6月10日の西武対広島1回戦（ベルーナドーム）では一塁塁審を務めた。この試合中に判定を巡りリクエストが3回も要求されたが全て判定通りであった。この正確な判定が評価され、自身2度目となるファインジャッジ賞を受賞した。

## 審判出場記録
- 初出場：2013年9月10日、東京ヤクルトスワローズ対広島東洋カープ20回戦（明治神宮野球場）、三塁塁審。
- 出場試合数：581試合
- オールスター出場：2回（2021年、2023年）

（記録は2024年シーズン終了時）

## 表彰
- イースタン・リーグ優秀審判員：1回（2016年）
- ファインジャッジ賞：2回（2020年、2022年）

（記録は2022年シーズン終了時）